# Pallacanestro alla XIX Universiade
Il torneo di pallacanestro della XX Universiade si è svolto in Sicilia, Italia, nel 1997.

## Sedi
- Trapani
- Palermo
- Alcamo
- Castellammare del Golfo

## Medagliere
| Posizione | Paese       |   |   |   | Totale |
| --------- | ----------- | - | - | - | ------ |
| 1         | Stati Uniti | 2 | 0 | 0 | 2      |
| 2         | Canada      | 0 | 1 | 0 | 1      |
| 2         | Cuba        | 0 | 1 | 0 | 1      |
| 4         | Brasile     | 0 | 0 | 1 | 1      |
| 4         | Rep. Ceca   | 0 | 0 | 1 | 1      |
| Totale    | Totale      | 2 | 2 | 2 | 6      |